# Sint-Aubankapittel
Het Sint-Aubankapittel is een rooms-katholiek kapittel dat zetelt in de Sint-Aubankathedraal in de Belgische stad Namen.
Het heeft twaalf kanunniken en wordt voorgezeten door de bisschop van Namen, Monseigneur Rémy Vancottem. De patroonheilige van het kapittel is Albanus van Mainz, en ze zijn bekend als de "Canonici Sancti Albani". Het kapittel werd terug opgericht door hertog Albert II van Namen in 1047 nog voor het ontstaan van het bisdom zelf.

## Actuele leden
- Kanunnik Jacques Lamsoul, deken van het kapittel
- Kanunnik Jean-Marie Huet, aartspriester, penitentiair kanunnik, bisschoppelijk vicaris voor juridische zaken, voor het Tijdelijke en voor de Medias ; voormalig juridisch adviseur bij De Volksverzekering
- Kanunnik Léon Caussin, voormalig directeur van het Instituut Saint-Louis in Namen en federaal aalmoezenier van de Belgische Scouts
- Kanunnik Daniel Meynen, voormalig benedictijn
- Kanunnik Jean-Pierre Charles, voormalig vicaris
- Kanunnik Joël Rochette, doctor in theologie en rector van het seminarie te Namen
- Kanunnik Joseph Lifrange
- Kanunnik Jean-Paul Demaret, bisschoppelijk afgevaardigde C.I.P.L.
- Kanunnik Bruno Dekrem, dekaan van Namen
- Kanunnik Xavier Van Cauwenbergh, secretaris van de bisschop.

## Oud-leden
- Kanunnik Frederik van Verdun, eerste deken, voormalig aartspriester van Luik en later paus Stefanus IX
- Kanunnik Eric Fallas Quiros, missionair priester